# Hemotafonomía
La hemotafonomía (del griego haima por sangre, taphos por enterramiento y nomos por ley) es la ciencia que se ocupa de la citomorfología en manchas de sangre. Este término fue propuesto por el biólogo Policarp Hortolà en 1992, inspirado en el vocablo «tafonomía» introducido en paleontología en 1940 por Iván Antónovich Yefrémov.

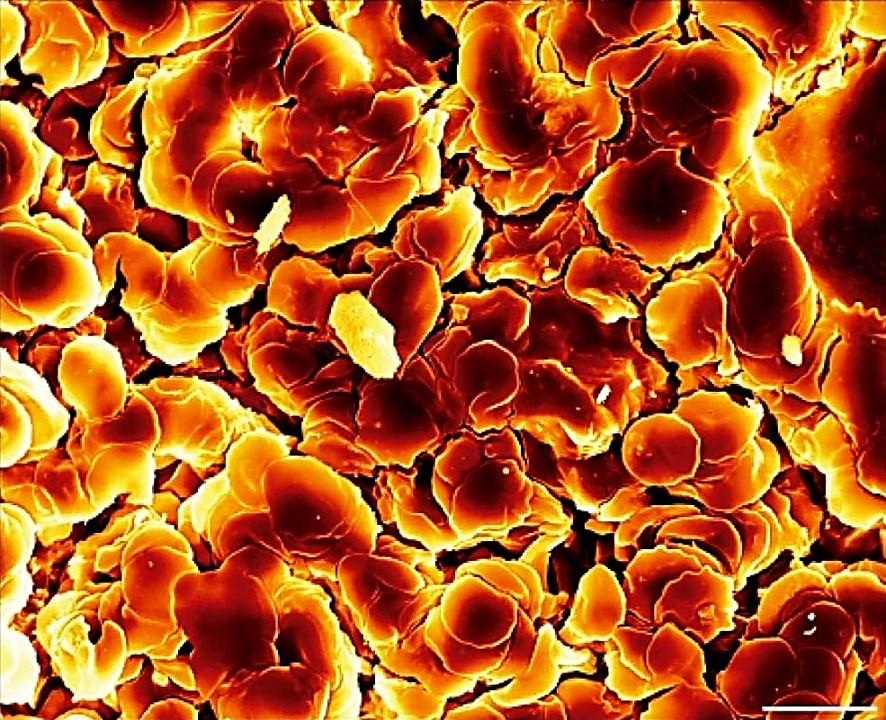
Micrografía de microscopio electrónico de barrido de una mancha de sangre humana. Imagen coloreada con el software acoplado al microscopio para incrementar la apariencia realista de la mancha. La barra de escala equivale a 10 micrómetros.

Debido a que el objeto de estudio de la hemotafonomía es la morfología de las células de la sangre cuando ésta se halla en forma de mancha, sus sujetos de estudio son cualquier ejemplar manchado de sangre. La metodología o método de estudio de la hemotafonomía es el análisis de las imágenes en claroscuro obtenidas mediante microscopía electrónica de barrido. Se ha sugerido que la microscopía confocal podría ser una alternativa práctica a la microscopía electrónica de barrido cuando no se requiera un nivel muy alto de detalle de la superficie de las manchas de sangre.
Mucho antes de la aparición del primer microscopio electrónico de barrido comercial a mediados del siglo XX, la determinación microscópica de manchas de sangre se realizaba esporádicamente como auxilio a la ciencia forense, considerándose al médico y químico menorquín Mateu Josep Bonaventura Orfila como el primero en intentar el uso de un microscopio òptico para tales fines.
Más allá del punto de vista de la ciencia básica, la hemotafonomía aplicada busca el uso de las manchas de sangre como prueba criminalística o arqueológica. También se ha usado para el estudio de residuos de sangre en fragmentos de manuscritos medievales y en la Sábana Santa o Sudario de Turín.
A nivel práctico, la hemotafonomía tiene como objetivo determinar si una mancha es o no sangre verificando la presencia de glóbulos rojos. Si es así, se debe luego identificar si la sangre proviene de un mamífero o no. Si la sangre es de origen mamífero, se tratará entonces de determinar si proviene de un camélido (como el dromedario, el camello bactriano, el guanaco, la vicuña, etc.) debido a la morfología ovalada, aplanada y anucleada de sus eritrocitos. Además, al ser una técnica de morfología microscópica, la hemotafonomía también permite identificar los glóbulos rojos característicos de la drepanocitosis o anemia falciforme.
La hemotafonomía no debe confundirse con el análisis de patrones de manchas de sangre (bloodstain pattern analysis).

## La sangre de los vertebrados y la morfología de los eritrocitos de mamífero en el cuerpo y en las manchas

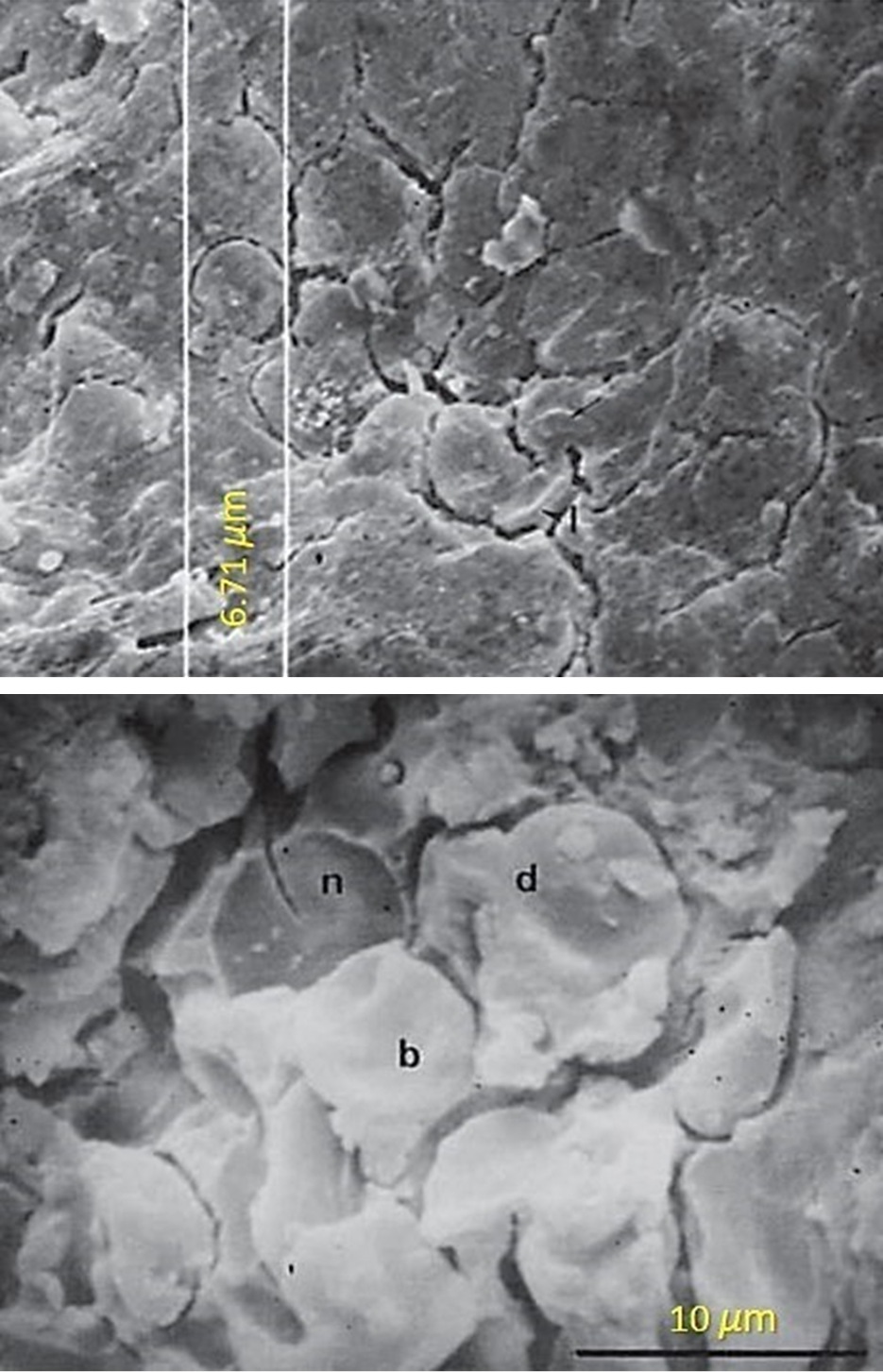
Micrografías de microscopio electrónico de barrido de una mancha de sangre experimental de pecarí de collar sobre chert, envejecida durante un año. Arriba, un hecatocito; abajo, un janocito (n). Fuente: Experimental SEM determination of game mammalian bloodstains on stone tools, Policarp Hortolà, Environmental Archaeology: The Journal of Human Palaeoecology, 2001, reproducido con permiso del editor (Taylor & Francis Ltd, http://www.tandfonline.com).

La sangre de los vertebrados (es decir, "sangre" en sentido estricto) es una suspensión de células en un medio líquido (plasma). En este tejido están presentes tres tipos de células: los eritrocitos (glóbulos rojos), leucocitos (glóbulos blancos) y trombocitos (plaquetas, en los mamíferos).
A diferencia de los otros vertebrados, los mamíferos tienen glóbulos rojos sin núcleo (acariocitos). Como excepción en los demás vertebrados, las salamandras de la familia Plethodontidae tienen una proporción de glóbulos rojos anucleados, con la especie Batrachoseps attenuatus poseyendo casi un 95% de acariocitos. Igualmente, el pez teleósteo Maurolicus muelleri tiene eritrocitos anucleados.
Debido a la falta de núcleo, los eritrocitos típicos de mamífero tienen forma de disco bicóncavo (discocitos). Esto no se aplica a la familia Camelidae, donde los glóbulos rojos son de forma ovalada (ovalocitos). Otras formas fisiológicas – las cuales aparecen en poca proporción o son patológicas – son los equinocitos (células en forma del fruto del estramonio), dacriocitos (células en forma de lágrima), esquizocitos (células rotas), queratocitos (células en forma de asta), drepanocitos (células en forma de hoz) y muchas otras.
La mayor parte de los glóbulos rojos en las manchas de sangre comparten morfología con los que se describen en hematología. Sin embargo, dos morfologías de eritrocito se deben específicamente a los fenómenos de secado de la sangre, por lo que pueden considerarse como morfologías características de las manchas de sangre de (como mínimo) los mamíferos, y por ello no se encuentran en condiciones fisiológicas. Estas formas son dos:
- Los hecatocitos (formas lunoides, relacionadas con la interacción eritrocito-plasma cuando se seca; etimológicamente de Hécate).
- Los janocitos (réplicas negativas, relacionadas con la impresión por la matriz de plasma seco; etimológicamente de Jano).